# Szalárdalmás
Szalárdalmás (Almașu Mic), település Romániában, a Partiumban, Bihar megyében.

## Fekvése
Nagyváradtól északkeletre, Szalárdtól délkeletre fekvő település.

## Története
Szalárdalmás, Almás Árpád-kori település. Nevét már 1291–1294 között említette oklevél Alumas néven.
1421-ben Tothalmas, 1489-ben Toth Almas és Kozma Almas, 1808-ban Almás, Olmás val.
és Kozma Almas 1888-ban Kis-Almás, 1913-ban Szalárdalmás néven írták.
A Csáky család levéltárának  egy 1421-ben kelt oklevelében "Poss. wolachalis Tothalmasˇ néven, majd 1489-ben Kozma-Almás néven szerepelt.
A település irtokosai a gróf Kuun, gróf Bethlen, gróf Bánffy, báró Wesselényi, Kabos és Péczy családok, a nagyváradi 1. számú káptalan és gróf Károlyi Tiborné, szül. Degenfeld-Schomburg Emma grófné voltak.
1851-ben Fényes Elek írta a településről:
154 óhitű lakossal, s anyatemplommal. Határa 190 hold, ... Bírja gróf Csáky György
1910-ben 228 lakosából 18 magyar, 204 román volt. Ebből 4 görögkatolikus, 15 református, 207 görögkeleti ortodox volt.
A trianoni békeszerződés előtt Bihar vármegye Szalárdi járásához tartozott.
A településtől északkeletre, a bükkerődben, az orom tetején még az 1900-as évek elején is láthatók voltak egy nagyobb épület kő- és téglamaradványai, melyeket a nép II. Rákóczi Ferenc alatt elpusztult várkastélynak tart.